# Rabarbara
Rabarbara (znanstveno ime Rheum) je rastlina  iz družine dresnovk Polygonaceae. Zdravilni deli rastline sta korenika in korenine. Lekarniška oznaka korenina rabarbare je Rhei radix.

## Zdravilne lastnosti
Različne vrste rabarbare imajo dolgo zgodovino kot zdravilna rastlina v tradicionalni kitajski medicini, medtem ko jo danes predvsem široko uporabljamo v prehrani. V lekarni lahko kupimo koreniko v kosih ali v prašku; »tungunsko rabarbaro« pa gojimo na Slovenskem na vrtovih. V vrtni zemlji dobro uspeva, le svež gnoj zmanjša njeno zdravilnost. Uporabljamo le njene listne peclje. Te režemo prvič junija, drugič pa septembra in oktobra. V toplih klimatskih območjih uspeva vso leto. V njej je obilo vitamina C. Listi niso v nobeni obliki užitni. Iz pecljev delamo kompot, sok ali marmelado. V Ameriki in na Švedskem je rabarbara aktualna tudi kot sladkarija in sicer v obliki mehkih palčk, obdanih s sladkorjem.
Korenika kot čaj rahlo odvaja, namesto nje lahko jemljemo krhliko. Rabarbara pospešuje izločanje seča. Sok lahko dajemo vročičnim bolnikom, ker zelo gasi žejo. Kompot, slajen z medom, krepi ljudi po preboleli bolezni. Pospešuje prebavo in rahlo odvaja. Sok zelo ugodno vpliva na zobno sklenino. Uporabljali bi ga naj ljudje, ki jim sadni sokovi s svojo kislino povzročajo »skomine«. Zaradi adstringentnega delovanja na mukozne membrane jo uporabljajo tudi v te namene. Rabarbare naj ne jemljejo nosečnice, doječe matere, bolniki s protinom ali z vnetim mehurjem. Nekateri ljudje ne prenesejo rabarbare, ker preveč draži sluznico v ustih in črevesju.
Barva »rabarbarinih palčk« variira od temno rdeče ali roza do zelene. Barva je odvisna od prisotnosti »antocijanomov« (vodotopni vakuolni pigmenti, barva odvisna od pH) in povezana z vrsto rabarbare ali gojenja. Barva ni povezana z dejstvom, ali je primerna za kuhanje ali ne. Zelena stebla so bolj robustna in donosna, medtem ko je rdeča bolj privlačna za potrošnike. 
Rabarbarini listi vsebujejo strupeno snov (pogosto prisotno v rastlinah) - oksalno kislino, ki je nefrotoksična in korozivna. LD50 čiste oksalne kisline je približno 375 mg/kg telesne teže, kar je približno 25g za 65 kg težkega človeka. Sicer vsebnost oksalne kisline v rabarbari variira, a je običajno okoli 0,5%. V korenikah naj bi bilo oksalne kisline mnogo manj. Kuhanje listov s sodo pa le-to naredi še bolj strupeno, zaradi tvorbe topnih oksalatov. Predvidevajo, da bi naj rabarbara vsebovala tudi strupene antrakinonske glikozide (sena glikozide).
Korenine rabarbare so uporabljali kot agresivno odvajalo več kot 5000 let. Korenine so bogate z antrakinoni, kot sta emodin in rein. To sta substanci, ki močno odvajata, kar pojasnjuje množično uporabo le-te kot shujševalnega sredstva.